# Kniphofia pallidiflora
Kniphofia pallidiflora är en grästrädsväxtart som beskrevs av John Gilbert Baker. Kniphofia pallidiflora ingår i Fackelliljesläktet som ingår i familjen grästrädsväxter. Inga underarter finns listade i Catalogue of Life.